# Candice Patton

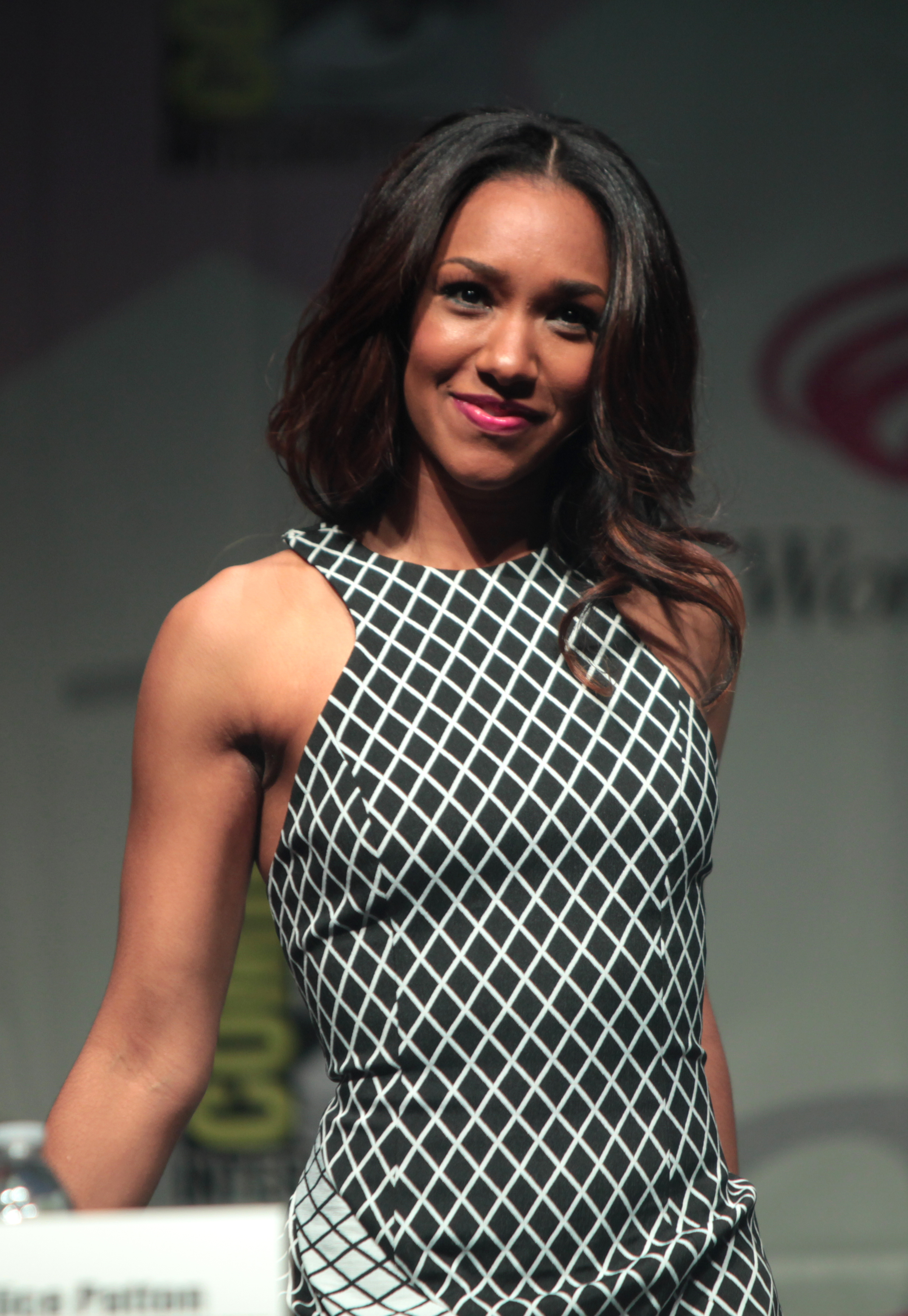
Candice Patton (2015)

Candice Kristina Patton (ur. 24 czerwca 1988 w Jackson) – amerykańska aktorka. Wystąpiła m.in. w roli Iris West w serialu The Flash, który jest adaptacją przygód Barry’ego Allena, superbohatera z komiksów wydawnictwa DC Comics.

## Życiorys
Candice urodziła się w Jackson w stanie Missisipi, jednak dorastała w Plano w Teksasie. Uczęszczała do Southern Methodist University w Dallas. Niedługo po zakończeniu nauki przeniosła się do Los Angeles.
Występowała w wielu serialach telewizyjnych, w tym także w operach mydlanych. W 2014 dołączyła do obsady pilota serialu The Flash emitowanego dla stacji The CW.

## Filmografia

### Filmy
| Rok  | Tytuł                 | Rola            | Uwagi           |
| ---- | --------------------- | --------------- | --------------- |
| 2009 | Lateral Us            | Zakładniczka    | krótkometrażowy |
| 2011 | The Craigslist Killer | Kate            | film TV         |
| 2012 | Commander and Chief   | Dana            |                 |
| 2014 | Gość                  | sierżant Halway |                 |

### Serial
| Rok       | Tytuł                         | Rola                     | Uwagi                                 |
| --------- | ----------------------------- | ------------------------ | ------------------------------------- |
| 2004–2005 | Żar młodości                  | Robin                    | 5 odcinków                            |
| 2007      | Moda na sukces                | Candy                    | 1 odc.                                |
| 2008      | Sorority Forever              | Mercedes Muna            | 21 odcinków                           |
| 2008      | Casanovas                     | Aktorka #2               | Odcinek: "Hollywood Heartburn"        |
| 2009      | Ekipa                         | Asystentka Coakleya      | 3 odcinki                             |
| 2009      | Castle                        | Młoda kobieta            | Odcinek: "Inventing the Girl"         |
| 2009      | Herosi                        | Olivia                   | 2 odcinki                             |
| 2008–2009 | Dni naszego życia             | Jill; Alicia             | 2 odcinki                             |
| 2010      | Bezimienni                    | Kelly                    | Odcinek: "Double Doe"                 |
| 2010      | Pogoda na miłość              | Tanisha; koleżanka Katie | 2 odcinki                             |
| 2010      | Chirurdzy                     | Meg Waylon               | Odcinek: "Almost Grown"               |
| 2011      | Harry's Law                   | Denise Raines            | Odcinek: "American Dreams"            |
| 2011      | CSI: Kryminalne zagadki Miami | Wendy Gibson             | Odcinek: "Blood Lust"                 |
| 2011      | Miłość w wielkim mieście      | Liz Beth                 | Odcinek: "Modern Plagues"             |
| 2011      | Man Up                        | Dana                     | 3 odcinki                             |
| 2012      | Partnerki                     | Wdowa                    | Odcinek: "This Is How a Heart Breaks" |
| 2014      | Był sobie chłopiec            | Veronica                 | Odcinek: "About Total Exuberance"     |
| 2013–2014 | Zasady gry                    | Tori                     | 9 odcinków                            |
| 2014-2023 | The Flash                     | Iris West                | Główna obsada                         |
| 2015      | Con Man                       | Chu 2.0                  | 2 odcinki                             |
| 2017      | Supergirl                     | Iris West                | 1 odcinek                             |
| 2017      | Arrow                         | Iris West                | 1 odcinek                             |
| 2017      | Legends of Tomorrow           | Iris West                | 1 odcinek                             |
| 2019      | Batwoman                      | Iris West                | 1 odcinek                             |